# Pusztamező
Pusztamező (szlovákul: Vislanka, ukránul Vizranka, németül Wüstfeld vagy Weiler bei Michelsdorf) község Szlovákiában, az Eperjesi kerület Ólublói járásában.

## Fekvése
Ólublótól 27 km-re keletre, a Poprád-folyó alatt fekszik.

## Története
1595-ben „Wyzranka” néven említik először. A település a 16. század végén, a soltészjog alapján keletkezett, amikor ruszinokat telepítettek ide. Kezdetben a tarcai uradalom része, majd a Gombos és Kellemesy családok birtoka. Kis település volt, 1789-ben 30 házában 180 lakos élt.
A 18. század végén Vályi András így ír róla: „PUSZTAMEZŐ. Vizranka. Orosz falu Sáros Vármegyében, földes Ura Dezsőfy, és több Uraságok, lakosai külömbfélék, fekszik Tarkóhoz nem meszsze, mellynek filiája, földgye közép termékenységű, legelője, réttye, erdeje szükségére van elég, kereskedni szoktak marhákkal, második osztálybéli.”
1828-ban 55 háza és 413 lakosa volt. Lakói földműveléssel, állattartással foglalkoztak.
Fényes Elek 1851-ben kiadott geográfiai szótárában így ír a faluról: „Pusztamező, Wizranka, orosz falu, Sáros vmegyében, Palocsához délre 1/2 órányira: 63 romai, 357 g. kath., 5 zsidó lak. Gör. kath. paroch. templom. Sok marhát tenyészt, s azzal kereskedik; erdeje és fűrészmalma van. F. u. a Desewffy nemzetség. Ut. p. Eperjes.”
A trianoni diktátum előtt Sáros vármegye Héthársi járásához tartozott.
A háború után lakói közül sokan Kassa és Eperjes üzemeiben dolgoztak.
A hozzá tartozó Bacsómezőt 1248-ban „Bachamezei” alakban említik először. 1270-ben a tarkői uradalom része volt. 1427-ben 14 porta után adózott.

## Népessége
| Év:            | 1994. | 2004.   | 2014.   | 2024.   |
| -------------- | ----- | ------- | ------- | ------- |
| Emberek száma: | 302   | 282     | 262     | 258     |
| Eltérés:       |       | -6,62 % | -7,09 % | -1,52 % |

| Év:            | 2023. | 2024.   |
| -------------- | ----- | ------- |
| Emberek száma: | 261   | 258     |
| Eltérés:       |       | -1,14 % |

1910-ben 357, túlnyomórészt ruszin lakosa volt.
2001-ben 300 lakosából 298 szlovák volt.
2011-ben 251 lakosából 228 szlovák.

## Nevezetességei
- Szent Kozma és Damján tiszteletére épített görögkatolikus temploma 1842-ben épült.